# Alexi Murdoch
Alexi Murdoch är en singer-songwriter, född 27 december 1973 i London, men uppvuxen i Skottland, Grekland och Frankrike. Hans karriär tog fart 2003 och 2006 släpptes debutalbumet Time Without Consequence.

## Diskografi
Studioalbum
- 2006 – Time Without Consequence
- 2009 – Towards the Sun [2]

EP
- 2002 – Four Songs

Annat
- 2009 – Away We Go (Original Motion Picture Soundtrack)[3] (div.artister)
- 2011 – "Some Day Soon" (promo-singel)